# رير فينيزيا مستري
رير فينيزيا مستري (بالإيطالية: Reyer Venezia Mestre)‏ هو فريق كرة سلة إيطالي تأسس في سنة 1872 يقع في البندقية. يلعب في ليغا باسكيت الدرجة الأولى.

## أبرز اللاعبين
- نيل والك
- سبنسر هايوود
- ياخوبا دياوارا
- توماس ريس

## وصلات خارجية
- الموقع الرسمي